# La Fábrica de la Tele
La Fábrica de la Tele fue una productora de televisión española fundada en agosto del año 2007 con el objetivo social de crear, producir, editar, distribuir y comercializar películas, reportajes, informativos, magacines o cualquier otro formato para su difusión en televisión, Internet, cine o cualquier otro medio audiovisual. Fundada y dirigida por Óscar Cornejo y Adrián Madrid, la mayor parte de la producción de La Fábrica de la Tele iba dirigida a Mediaset España, aunque también ha producido para Telemadrid, TV3 y la plataforma de streaming Netflix.
En marzo de 2024, Mediaset adquirió el 100 % de la empresa tras la venta de la productora por parte de Cornejo y Madrid, y el 30 de abril produjo su último programa.En julio de ese mismo año, se conoció que Mediaset iba a cambiar la denominación de la compañía y su modelo de negocio, pasando a llamarse Radical Change Contents y centrándose en la creación de contenidos para el ecosistema digital del grupo de medios de comunicación. Por otro lado, los fundadores originales de la antigua compañía crearon otra con un nombre similar con el mismo propósito llamada Fabricantes Studio que, el 25 de febrero de 2025, fue renombrada como La Osa Producciones Audiovisuales.
La empresa ha producido varios programas de éxito como Sálvame, Deluxe, Aquí hay tomate, Hormigas blancas, La noria, El gran debate, Cámbiame, La caja, Resistiré, ¿vale?, Las Campos, Cazamariposas, Todo es mentira, Socialité o Viajando con Chester para Mediaset.

## Producción

### Programas
| Programa(s)                       | Cadena(s)          | Emisión                                                    | Estreno                  | Final                    |
| --------------------------------- | ------------------ | ---------------------------------------------------------- | ------------------------ | ------------------------ |
| Cuentos chinos                    | Telecinco          | Lunes a miércoles, a las 21:55 horas                       | 11 de septiembre de 2023 | 27 de septiembre de 2023 |
| Focus                             | Cuatro             | Lunes, a las 22:50                                         | 6 de marzo de 2023       | 31 de julio de 2023      |
| ¿Quién es mi padre?               | Telecinco          | Sábado, a las 22:00 horas                                  | 8 de octubre de 2022     | 6 de noviembre de 2022   |
| Mediafest Night Fever             | Telecinco          | Viernes, a las 22:00                                       | 22 de junio de 2022      | 13 de enero de 2023      |
| Los teloneros                     | Cuatro             | Lunes a viernes, a las 13:45 horas                         | 13 de septiembre de 2021 | 29 de octubre de 2021    |
| Todo es verdad                    | Cuatro             | Martes, a las 23:00 horas                                  | 29 de junio de 2021      | 10 de mayo de 2022       |
| La redacción                      | Telemadrid         | Lunes a viernes, a las 15:00 horas                         | 1 de febrero de 2021     | 11 de junio de 2021      |
| ¡Quiero dinero!                   | Telecinco          | Lunes a viernes, a las 20:00 horas                         | 20 de octubre de 2020    | 15 de diciembre de 2020  |
| La última cena                    | Telecinco          | Viernes, a las 22:00 horas / jueves, a las 23:00 horas     | 22 de mayo de 2020       | 2 de septiembre de 2021  |
| La habitación del pánico          | Cuatro y Divinity  | Lunes a viernes, a las 20:30 horas                         | 17 de febrero de 2020    | 20 de marzo de 2020      |
| Ayuda-te, cambia tu vida          | Telecinco          | Lunes a domingo, alrededor de las 03:00 horas              | 10 de junio de 2019      | 29 de junio de 2019      |
| Sálvame Okupa                     | Telecinco          | Viernes a lunes, a las 13:30/16:00/22:00 horas             | 12 de abril de 2019      | 15 de abril de 2019      |
| Huellas de elefante               | Telemadrid         | Viernes, a las 12:00 horas                                 | 20 de febrero de 2019    | 7 de diciembre de 2019   |
| Todo es mentira                   | Cuatro             | Lunes a viernes, a las 15:45 horas                         | 8 de enero de 2019       | 30 de abril de 2024      |
| El madroño                        | Telemadrid         | Lunes a viernes, a las 21:45 horas                         | 2 de julio de 2018       | 13 de marzo de 2020      |
| De mayor quiero ser...            | Divinity           | Sábados, a las 13:00 horas                                 | 2 de junio de 2018       | 23 de junio de 2018      |
| Sálvame Stars                     | Telecinco y Cuatro | Nochevieja                                                 | 31 de diciembre de 2017  | 1 de enero de 2018       |
| Mad in Spain                      | Telecinco          | Domingos, a las 22:00 horas                                | 23 de julio de 2017      | 10 de septiembre de 2017 |
| Snacks de tele                    | Cuatro             | Sábados, a las 21:15 horas                                 | 15 de julio de 2017      | 2 de septiembre de 2017  |
| Socialité                         | Telecinco          | Sábados, domingos y festivos nacionales a las 13:20 horas  | 29 de abril de 2017      | 10 de marzo de 2024      |
| Cámbiame Challenge                | Telecinco          | Sábados de 16:00 a 18:15 horas                             | 28 de febrero de 2017    | 13 de mayo de 2017       |
| Cámbiame VIP                      | Telecinco          | Viernes de 14:20 a 15:05 horas                             | 13 de enero de 2017      | 3 de julio de 2017       |
| Sálvame Snow Week                 | Telecinco          | Lunes a viernes, a las 16:00 horas                         | 12 de diciembre de 2016  | 23 de diciembre de 2016  |
| Sálvame Fashion Week              | Telecinco          | Lunes a jueves, a las 16:00 horas / miércoles, a las 21:55 | 22 de enero de 2015      | 25 de mayo de 2022       |
| Convénzeme                        | Be Mad             | Domingo, a las 20:30 horas                                 | 16 de noviembre de 2016  | 29 de julio de 2017      |
| Luce tu pueblo                    | Divinity           | Domingo, a las 21:00 horas                                 | 16 de octubre de 2016    | 10 de diciembre de 2017  |
| Las Campos                        | Telecinco          | Jueves, a las 22:00 horas                                  | 18 de agosto de 2016     | 12 de septiembre de 2018 |
| Cámbiame de año                   | Telecinco          | Nochevieja                                                 | 31 de diciembre de 2015  | 1 de enero de 2016       |
| El hàmster                        | 8tv                | Viernes, a las 22:30 horas                                 | 4 de diciembre de 2015   | diciembre de 2015        |
| Cámbiame de noche                 | Telecinco          | Miércoles, a las 21:50 horas                               | 23 de septiembre de 2015 | 25 de noviembre de 2015  |
| Cámbiame Premium                  | Telecinco          | Martes, a las 22:00 horas                                  | 1 de septiembre de 2015  | 15 de septiembre de 2015 |
| Trencadís                         | 8tv                | Lunes a viernes, de 16h30 a 19h30                          | 31 de agosto de 2015     | 18 de marzo de 2016      |
| Cámbiame                          | Telecinco          | Lunes a viernes, a las 13:50 horas                         | 15 de junio de 2015      | 13 de abril de 2018      |
| La otra red                       | Cuatro             | Viernes, a las 00:00 horas                                 | 12 de septiembre de 2014 | 23 de noviembre de 2014  |
| Asamblea Fashion by Cazamariposas | Divinity           | Martes, a las 22:00 horas                                  | 5 de agosto de 2014      | 26 de agosto de 2014     |
| Cazamariposas XXL                 | Telecinco          | Jueves, a las 22:00 horas                                  | 4 de julio de 2014       | 29 de agosto de 2014     |
| Hable con ellas                   | Telecinco          | Domingo, a las 22:00 horas                                 | 8 de abril de 2014       | 29 de agosto de 2016     |
| Cazamariposas VIP                 | Telecinco          | Lunes y miércoles a las 22:00 horas                        | 4 de marzo de 2014       | 7 de septiembre de 2016  |
| Viajando con Chester              | Cuatro             | Miércoles, a las 22:45 horas                               | 23 de febrero de 2014    | 6 de diciembre de 2023   |
| Abre los ojos y mira              | Telecinco          | Sábados, a las 22.15 horas                                 | 7 de septiembre de 2013  | 8 de febrero de 2014     |
| Campamento de verano              | Telecinco          | Jueves, a las 22:15 horas                                  | 16 de julio de 2013      | 9 de septiembre de 2013  |
| Cazamariposas                     | Divinity           | Lunes a viernes, a las 20:30 horas                         | 4 de junio de 2013       | 7 de febrero de 2020     |
| Las bodas de Sálvame              | Telecinco          | Sábado, a las 16:00 horas                                  | 13 de abril de 2013      | 8 de junio de 2013       |
| El pájaro de la tele              | Web telecinco.es   | Lunes a viernes, a las 20:30                               | 22 de noviembre de 2012  | 26 de septiembre de 2013 |
| Los ojos de Belén                 | Telecinco          | miércoles, a las 00:00 horas                               | 11 de mayo de 2012       | 25 de febrero de 2014    |
| El gran debate                    | Telecinco          | Sábado, a las 22:00 horas                                  | 14 de enero de 2012      | 31 de agosto de 2013     |
| Dale al REC                       | Cuatro             | Lunes a viernes, a las 18:30 horas                         | 19 de diciembre de 2011  | 10 de febrero de 2012    |
| El comecocos                      | Cuatro             | Lunes a viernes, a las 18:30 horas                         | 21 de noviembre de 2011  | 16 de diciembre de 2011  |
| La caja Deluxe                    | Telecinco          | Viernes, a las 22:00 horas                                 | 7 de febrero de 2011     | 30 de septiembre de 2011 |
| Resistiré, ¿vale?                 | Telecinco          | Jueves, a las 01:30 horas                                  | 13 de mayo de 2010       | 17 de noviembre de 2011  |
| Fresa ácida                       | Telecinco          | Jueves y domingo, a las 21:45 horas                        | 11 de febrero de 2010    | 4 de marzo de 2010       |
| ¡Mira quién mira!                 | Telecinco          | Miércoles, a las 01:15 horas                               | 10 de febrero de 2010    | 18 de mayo de 2010       |
| El quinto poder                   | La Siete           | Lunes a viernes, a las 18:30 horas                         | 23 de noviembre de 2009  | 19 de marzo de 2010      |
| G-20                              | Telecinco          | Lunes a jueves, a las 21:45 horas                          | 2 de septiembre de 2009  | 15 de diciembre de 2009  |
| El revientaprecios                | Telecinco          | Viernes, a las 02:30 horas                                 | 8 de agosto de 2009      | 14 de noviembre de 2009  |
| Deluxe                            | Telecinco          | Viernes, a las 22:00 horas / Sábado, a las 22:00           | 7 de agosto de 2009      | 14 de julio de 2023      |
| Sálvame                           | Telecinco          | Lunes a viernes, a las 16:00 horas                         | 19 de marzo de 2009      | 23 de junio de 2023      |
| La caja                           | Telecinco          | Martes, a las 00:15 horas                                  | 27 de enero de 2009      | 4 de septiembre de 2009  |
| El puzzle blanco                  | Telecinco          | Miércoles, a las 00:00 horas                               | 23 de julio de 2008      | 15 de octubre de 2008    |
| Las gafas de Angelino             | Telecinco          | Lunes a viernes, a las 15:45 horas                         | 31 de marzo de 2008      | 25 de abril de 2008      |
| Aquí se gana                      | Telecinco          | Late night                                                 | 18 de febrero de 2008    | 12 de agosto de 2009     |
| El ventilador                     | Telecinco          | Martes, 23:45 horas y jueves, 01:15 horas                  | 6 de noviembre de 2007   | 1 de abril de 2008       |
| El laberinto de la memoria        | Telecinco          | Martes, 23:45 horas                                        | 16 de octubre de 2007    | 27 de julio de 2009      |
| La noria                          | Telecinco          | Sábado, a las 00:35 horas                                  | 25 de agosto de 2007     | 14 de abril de 2012      |
| Hormigas blancas                  | Telecinco          | Martes y miércoles, a las 00:30 horas                      | 9 de enero de 2007       | 20 de septiembre de 2020 |
| Birlokus Klub                     | Telecinco          | Sábados y domingos, a las 07:45                            | 16 de octubre de 2004    | 14 de septiembre de 2008 |
| TNT                               | Telecinco          | Lunes y viernes, a las 00:30 horas                         | 20 de julio de 2004      | 18 de septiembre de 2007 |
| Aquí hay tomate                   | Telecinco          | Lunes a viernes, a las 15:30 horas                         | 24 de marzo de 2003      | 1 de febrero de 2008     |

### Documentales
La Fábrica de la Tele también ha realizado varios reportajes de actualidad y documentales sobre la vida de algunos personajes conocidos o acerca de acontecimientos relevantes:
- Sálvese quien pueda (Netflix)
- En el nombre de Rocío (Telecinco)
- Montealto: Regreso a la casa (Telecinco)
- Rocío, contar la verdad para seguir viva (Telecinco)
- Cantora, La Herencia Envenenada (Partes 1-2-3) (Telecinco)
- España pregunta, Belén responde (Telecinco)
- La princesa del pueblo (Telecinco)
- Chernobyl, 25 años después (Cuatro)
- Pep y Mou: Vidas cruzadas (Cuatro)
- Así soy yo, Kiko Rivera (Telecinco)
- Ylenia, ¿caso cerrado? (Telecinco)
- Indignados (Telecinco)
- El club de las princesas por sorpresa (Telecinco)
- Madrid y las juventudes del Papa (Telecinco)
- 23-F, golpe a la española (Telecinco)
- Don Emilio Rodríguez Menéndez (Telecinco)
- Catalunya y el Papa (Telecinco)
- Las voces de la tragedia (Telecinco)
- Catalunya y la roja (Telecinco)
- Isabel Pantoja, crónica de una ambición (Telecinco)
- Roldán, su versión (Telecinco)
- El último invierno (Telecinco)
- El destape (Telecinco)
- El sheriff de Coslada (Telecinco)
- El marido de Lola (Telecinco)
- La obsesión de Encarna (Telecinco)